# Lepidotrigla russelli
Lepidotrigla russelli är en fiskart som beskrevs av Del Cerro och Lloris, 1995. Lepidotrigla russelli ingår i släktet Lepidotrigla och familjen knotfiskar. Inga underarter finns listade i Catalogue of Life.